# Kim Jong Tae
Kim Jong Tae (ook gespeld Kim Yong Tae) is de huidige voorzitter van de Sociaaldemocratische Partij van Noord-Korea. Deze partij geldt als een satellietpartij van de communistische Koreaanse Arbeiderspartij.
Waarschijnlijk vervulde hij voordat hij voorzitter werd van de Sociaaldemocratische Partij, de functie van secretaris van de president (Kim Il-sung). Kim Jong Tae is naast voorzitter van de Sociaaldemocratische Partij, ook vicevoorzitter van het Permanente Comité van de Opperste Volksvergadering (= plaatsvervangend staatshoofd) en voorzitter van de Nationale Raad voor de Verzoening (tussen Noord- en Zuid-Korea).